# Евроторг
«Евроторг» — белорусская частная сеть продовольственных магазинов под названием «Евроопт». По состоянию на конец 2019 — крупнейшая в стране по числу продовольственных магазинов торговая сеть (около 1000).
Компания основана в 1993 году; в 1997 году был открыт торговый комплекс «Евроопт» в Минске (улица Казинца, 52А).
В июне 2012 года компания приобрела Международный резервный банк с уставным фондом 22,7 млрд белорусских руб. ($2,7 млн).
В 2015 году ЗАО «Доброном» передала часть своих магазинов в субаренду ООО «Евроторг».